# Glypta punctata
Glypta punctata là một loài tò vò trong họ Ichneumonidae.